# Festival di Cannes 2004
La 57ª edizione del Festival di Cannes si è svolta a Cannes dal 12 al 23 maggio 2004.
Il festival si è aperto con la proiezione di La mala educación di Pedro Almodóvar e si è chiuso con quella di De-Lovely - Così facile da amare di Irwin Winkler.
La madrina della manifestazione è stata l'attrice italiana Laura Morante.
La giuria presieduta dal regista statunitense Quentin Tarantino ha assegnato la Palma d'oro per il miglior film al documentario Fahrenheit 9/11 di Michael Moore.

## Selezione ufficiale

### Concorso
- Shrek 2, regia di Andrew Adamson, Kelly Asbury e Conrad Vernon (USA)
- Clean, regia di Olivier Assayas (Francia)
- Ladykillers (The Ladykillers), regia di Joel e Ethan Coen (USA)
- Exils, regia di Tony Gatlif (Francia)
- Yeojaneun namja-ui miraeda, regia di Hong Sang-soo (Corea del Sud)
- Tu chiamami Peter (The Life and Death of Peter Sellers), regia di Stephen Hopkins (Gran Bretagna)
- Così fan tutti (Comme une image), regia di Agnès Jaoui (Francia)
- Nessuno lo sa (Daremo shiranai ), regia di Hirokazu Koreeda (Giappone)
- La vita è un miracolo (Zivot je cudo), regia di Emir Kusturica (Serbia e Montenegro)
- La niña santa, regia di Lucrecia Martel (Argentina)
- Fahrenheit 9/11, regia di Michael Moore (USA)
- Mondovino, regia di Jonathan Nossiter (USA)
- Ghost in the Shell 2 - Innocence (Innocence), regia di Mamoru Oshii (Giappone)
- Oldboy, regia di Park Chan-wook (Corea del Sud)
- I diari della motocicletta (Diarios de motocicleta), regia di Walter Salles (Brasile)
- Le conseguenze dell'amore, regia di Paolo Sorrentino (Italia)
- Tropical Malady (Sud pralad), regia di Apichatpong Weerasethakul (Thailandia)
- The Edukators (Die Fetten Jahre sind vorbei), regia di Hans Weingartner (Germania)
- 2046, regia di Wong Kar-wai (Cina)

### Fuori concorso
- La mala educación, regia di Pedro Almodóvar (Spagna)
- Z Channel: A Magnificent Obsession, regia di Xa Cassavetes (USA)
- 10e chambre - Instants d'audience, regia di Raymond Depardon (Francia)
- Épreuves d'artistes, regia di Samuel Faure e Gilles Jacob (Francia)
- Notre Musique, regia di Jean-Luc Godard (Francia)
- Salvador Allende, regia di Patricio Guzmán (Cile)
- Five, regia di Abbas Kiarostami (Iran)
- Bab el shams, regia di Yousry Nasrallah (Egitto)
- Ya umer v detstve..., regia di Georgi Paradzhanov (Georgia)
- Troy, regia di Wolfgang Petersen (USA)
- Le fantôme d'Henri Langlois, regia di Jacques Richard (Francia)
- L'alba dei morti viventi (Dawn of the Dead), regia di Zack Snyder (USA)
- Cinéastes à tout prix, regia di Frédéric Sojcher (Belgio)
- Kill Bill: Volume 2, regia di Quentin Tarantino (USA)
- Glauber o filme, labirinto do Brasil, regia di Silvio Tendler (Brasile)
- Breaking News (Daai si gin), regia di Johnnie To (Hong Kong)
- De-Lovely - Così facile da amare (De-Lovely), regia di Irwin Winkler (USA)
- La foresta dei pugnali volanti (Shi mian mai fu), regia di Zhang Yimou (Cina)
- Babbo bastardo (Bad Santa), regia di Terry Zwigoff (USA)

### Un Certain Regard
- Poids léger, regia di Jean-Pierre Ameris (Francia)
- Kontroll, regia di Nimród Antal (Ungheria)
- Dear Frankie, regia di Shona Auerbach (Gran Bretagna)
- Noite escura, regia di João Canijo (Portogallo)
- Non ti muovere, regia di Sergio Castellitto (Italia)
- Alexandrie... New York, regia di Youssef Chahine (Egitto/Francia)
- Lu cheng, regia di Yang Chao (Cina)
- Crónicas, regia di Sebastián Cordero (Messico/Ecuador)
- À ce soir, regia di Laure Duthilleul (Francia)
- Bienvenue en Suisse, regia di Léa Fazer (Svizzera)
- Hotel, regia di Jessica Hausner (Austria)
- À tout de suite, regia di Benoît Jacquot (Francia)
- 10 on Ten, regia di Abbas Kiarostami (Iran)
- Sword in the Moon - La spada nella Luna (Cheongpung myeongwol), regia di Kim Eui-seok (Corea del Sud)
- The Assassination (The Assassination of Richard Nixon), regia di Niels Mueller (USA)
- Shiza, regia di Gulshat Omarova (Kazakistan)
- Khakestar-o-khak, regia di Atiq Rahimi (Afghanistan)
- Whisky, regia di Juan Pablo Rebella e Pablo Stoll (Uruguay)
- Marseille, regia di Angela Schanelec (Germania)
- Moolaadé, regia di Ousmane Sembène (Senegal/Francia)
- Somersault, regia di Cate Shortland (Australia)

## Settimana internazionale della critica

### Lungometraggi
- Atash, regia di Tawfik Abu Wael (Israele/Palestina)
- A Casablanca gli angeli non volano (Al Malaika la tuhaliq fi al-dar albayda), regia di Mohamed Asli (Italia/Marocco)
- Calvaire, regia di Fabrice du Welz (Belgio/Francia)
- Temporada de patos, regia di Fernando Eimbcke (Messico)
- Le ricamatrici (Brodeuses), regia di Éléonore Faucher (Francia)
- CQ2 (Seek You Too), regia di Carole Laure (Canada/Francia)
- Or, regia di Keren Yedaya (Francia/Israele)

### Proiezioni speciali
- Sotto falso nome, regia di Roberto Andò (Italia/Francia/Svizzera)
- Koktebel, regia di Boris Khlebnikov e Alexei Popogrebsky (Russia)
- L'après-midi de Monsieur Andesmas, regia di Michelle Porte (Francia)
- Ce qu'il reste de nous, regia di François Prévost e Hugo Latulippe (Canada)
- Desideri nel sole (Adieu Philippine), regia di Jacques Rozier (Francia) (1963)

## Quinzaine des Réalisateurs
- Gavkhouni, regia di Behrouz Afkhami (Iran)
- Los muertos, regia di Lisandro Alonso (Argentina)
- Khab é talkh, regia di Mohsen Amiryoussefi (Iran)
- Maarek Hob, regia di Danielle Arbid (Francia/Belgio/Libano)
- Ingannevole è il cuore più di ogni cosa (The Heart is Deceitful Above All Things), regia di Asia Argento (USA)
- Il muro (Mur), regia di Simone Bitton (Francia/Israele)
- Tarnation, regia di Jonathan Caouette (USA)
- Mean Creek, regia di Jacob Aaron Estes (USA)
- Oh, uomo, regia di Yervant Gianikian e Angela Ricci Lucchi (Italia)
- The Taste of Tea, regia di Katsuhito Ishii (Giappone)
- The Woodsman - Il segreto (The Woodsman), regia di Nicole Kassell (USA)
- La blessure, regia di Nicolas Klotz (Francia/Belgio)
- Ano tonneru, regia di Manda Kunitoshi (Giappone)
- L'odore del sangue, regia di Mario Martone (Italia/Francia)
- Vénus et Fleur, regia di Emmanuel Mouret (Francia)
- En attendant le déluge, regia di Damien Odoul (Francia)
- Babae sa Breakwater, regia di Mario O'Hara (Filippine)
- À vot' bon coeur, regia di Paul Vecchiali (Francia)
- Je suis un assassin, regia di Thomas Vincent (Francia)
- Machuca, regia di Andrés Wood (Cile/Spagna)

## Giurie

### Concorso
- Quentin Tarantino, regista (USA) - presidente
- Emmanuelle Béart, attrice (Francia)
- Edwige Danticat, scrittrice (USA)
- Tsui Hark, regista (Cina)
- Benoît Poelvoorde, attore (Belgio)
- Jerry Schatzberg, regista (USA)
- Tilda Swinton, attrice (Gran Bretagna)
- Kathleen Turner, attrice (USA)
- Peter Von Bagh, critico (Finlandia)

### Cinéfondation e cortometraggi
- Nikita Mikhalkov, regista (Russia) - presidente
- Nuri Bilge Ceylan, regista (Turchia)
- Nicole Garcia, attrice (Francia)
- Marisa Paredes, attrice (Spagna)
- Pablo Trapero, regista (Argentina)

### Un Certain Regard
- Jeremy Thomas, produttore (Gran Bretagna) - presidente
- Mihalis Demopoulos (Grecia)
- Carlos Gomez, critico
- Eric Libiot, critico
- Baba Richerme, critico
- Eva Zaoralova

### Camera d'or
- Tim Roth, attore (USA) - presidente
- Alberto Barbera, direttore del Museo del Cinema (Italia)
- Nguyen Trong Binh, distributore (Francia)
- Alain Choquart, direttore della fotografia (Francia)
- Isabelle Frilley (Francia)
- Diego Galan, critico (Spagna)
- Laure Protat (Francia)
- Aldo Tassone, critico (Italia)
- Anne Theron, regista (Francia)

## Palmarès
- Palma d'oro: Fahrenheit 9/11, regia di Michael Moore (USA)
- Grand Prix Speciale della Giuria: Oldboy, regia di Park Chan-wook (Corea del Sud)
- Prix d'interprétation féminine: Maggie Cheung - Clean, regia di Olivier Assayas (Francia)
- Prix d'interprétation masculine: Yūya Yagira - Nessuno lo sa (Daremo shiranai), regia di Hirokazu Koreeda (Giappone)
- Prix de la mise en scène: Tony Gatlif - Exils (Francia)
- Prix du scénario: Agnès Jaoui e Jean-Pierre Bacri - Così fan tutti (Comme une image), regia di Agnès Jaoui (Francia)
- Premio della giuria:
  - Irma P. Hall - Ladykillers (The Ladykillers), regia di Joel e Ethan Coen (USA)
  - Tropical Malady (Sud pralad), regia di Apichatpong Weerasethakul (Thailandia)
- Premio Un Certain Regard: Moolaadé, regia di Ousmane Sembène (Senegal/Francia)
- Caméra d'or: Or, regia di Keren Yedaya (Francia/Israele)
- Premio FIPRESCI:
  - Concorso ufficiale: Fahrenheit 9/11, regia di Michael Moore (USA)
  - Un Certain Regard: Whisky, regia di Juan Pablo Rebella e Pablo Stoll (Uruguay)
  - Settimana internazionale della critica: Atash, regia di Tawfik Abu Wael (Israele/Palestina)